# Рай для дурака
«Рай для дурака» (англ. Fool's Paradise) — американский фильм в жанре сатирической комедии режиссёра Чарли Дэя. В фильме снялись Чарли Дэй, Кен Джонг, Рэй Лиотта, Кейт Бекинсейл, Эдриен Броуди, Common, Джейсон Судейкис, Эди Фалко и Джон Малкович.

## Сюжет
В центре сюжета — человек (Чарли Дэй), попавший в психиатрическую клинику после того, как утратил способность говорить. Когда его выгоняют из клиники за неуплату счётов, влиятельный кинопродюсер (Рэй Лиотта) замечает, что герой Дэя очень похож на известного киноактёра, который ушёл в запой в своём трейлере и отказывается сниматься в вестерне (его также сыграл Дэй). Вскоре бывший пациент психиатрической клиники становится настоящей кинозвездой.

## В ролях
- Чарли Дэй — Латте Пронто
- Кен Джонг — Ленни, публицист
- Рэй Лиотта — продюсер
- Кейт Бекинсейл — Кристиана Диор
- Эдриен Броуди — Чад Люкс
- Common — Кинжал
- Джейсон Судейкис — Лекс Теннер
- Эди Фалко — агент
- Джон Малкович — Эд Кот
- Джиллиан Белл — шаман
- Аланна Юбак — порноактриса
- Дин Норрис — глава студии

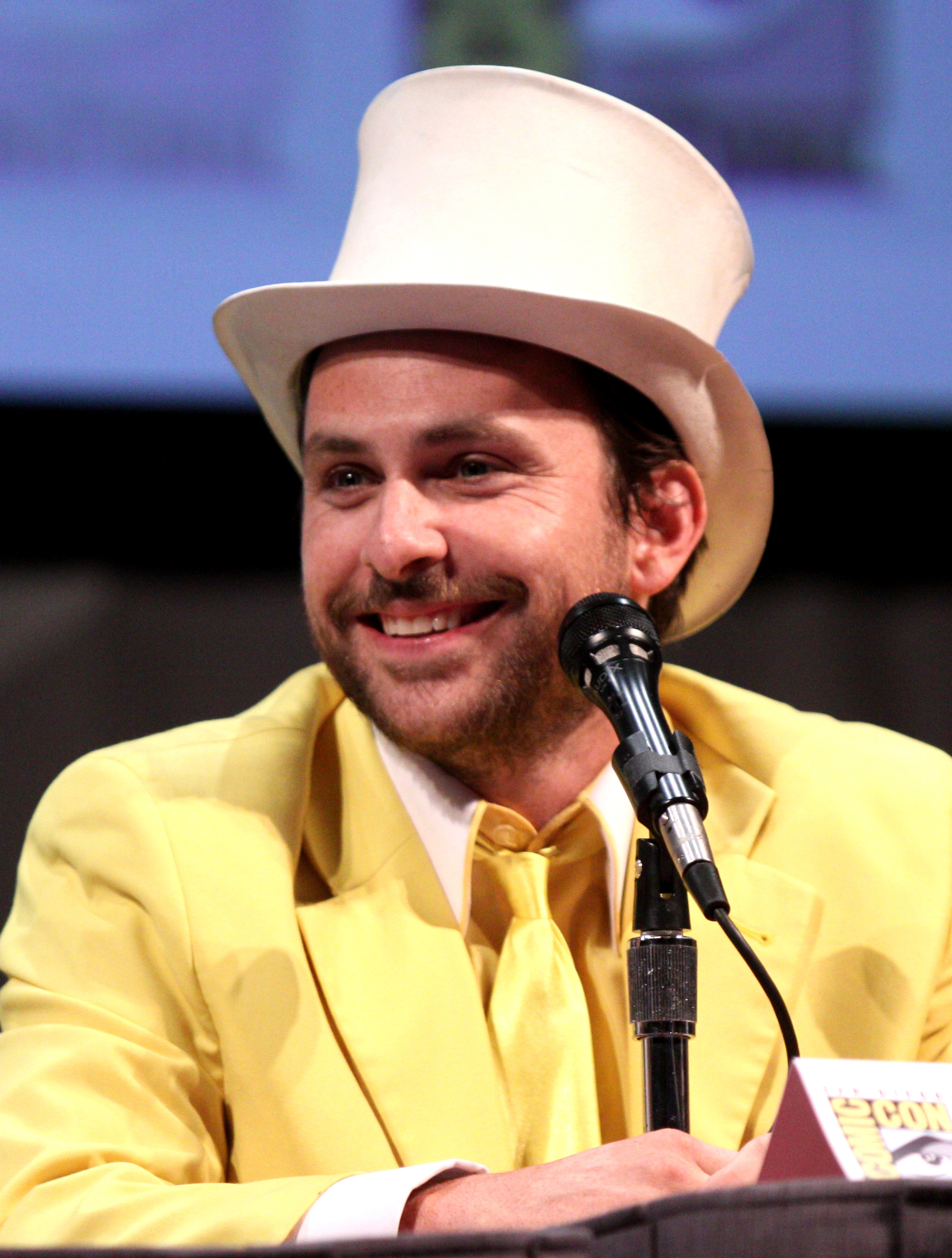
Режиссёр, автор сценария и исполнитель главной роли Чарли Дэй

- Эди Ганем — дочь (в титрах не указана)[2]
- Кэтрин Макнамара — Терри
- Мэри Элизабет Эллис — визажист № 1
- Гленн Хоуэртон — управляющий делами
- Джейсон Бейтман — техник SPFX
- Джимми Симпсон — ведущий ток-шоу

## Производство
В сентябре 2018 года стало известно, что Чарли Дэй собирается стать режиссёром и автором сценария своего дебютного фильма под рабочим названием «Дурак» (El Tonto), в котором он также сыграет главную роль. Месяц спустя было объявлено, что в фильме также снимутся Кейт Бекинсейл, Джейсон Судейкис, Эди Фалко, Джон Малкович, Джиллиан Белл, Рэй Лиотта (одна из его последних ролей), Кен Джонг, Эдриен Броуди, Трэвис Фиммел, Дин Норрис и Эди Ганем. В ноябре 2018 года к актёрскому составу фильма присоеденились Кэтрин Макнамара, Common, Мэри Элизабет Эллис и Гленн Хоуэртон.
Съёмки фильма начались в октябре 2018 года в Лос-Анджелесе. В феврале 2022 года Чарли Дэй сообщил, что по совету Гильермо дель Торо он написал дополнительные 27 страниц сценария и в декабре 2021 года по ним прошли дополнительные съёмки с участием Джонга, Броуди, Бекинсейл и Лиотты. Также по совету дель Торо он решил поменять название фильма. Позднее фильм получил название «Рай для дурака» (англ. Fool's Paradise).

## Премьера
Мировая премьера фильма состоялась 9 мая 2023 года, а премьера в кинотеатрах США и Канады — 12 мая. Премьера в кинотеатрах России — 20 июля при поддержке «Парадиз».

## Восприятие
На сайте-агрегаторе Rotten Tomatoes рейтинг фильма составляет 18% на основании 45 обзоров критиков со средней оценкой в 4,3 балла из 10 возможных. На сайте-агрегаторе Metacritic рейтинг фильма составляет 24 балла из 100, что соответствует «в целом отрицательным отзывам».